# Pequeño hexecontaedro icosacrónico
En geometría, el pequeño hexecontaedro icosacrónico (o pequeño trisicosaedro lanceal) es un poliedro isoedral no convexo. Es el dual del pequeño icosicosidodecaedro, un poliedro uniforme estrellado. Sus caras son deltoides o cometas. Parte de cada cometa se encuentra dentro del cuerpo, por lo que es invisible en los modelos sólidos.

## Proporciones

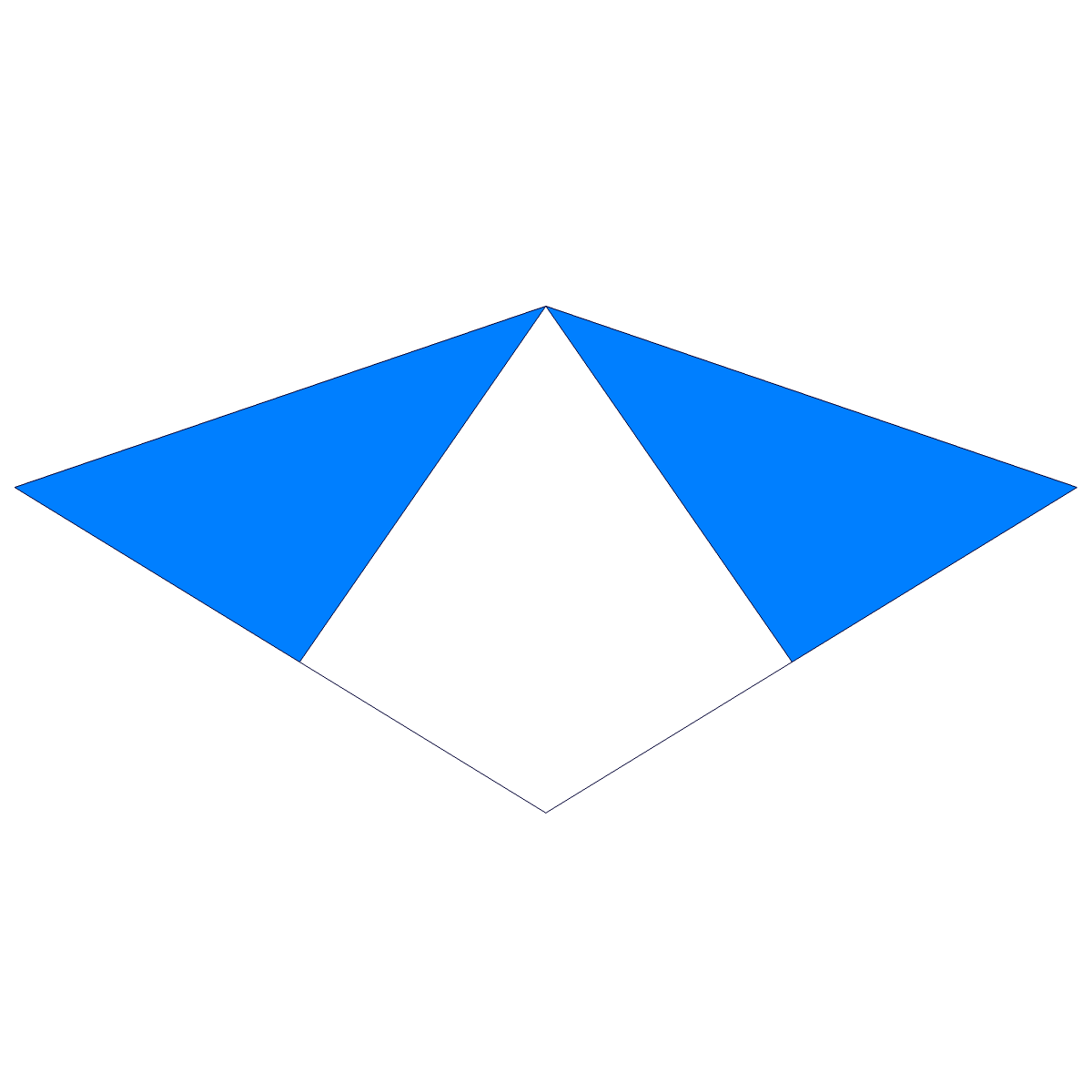
Cara en forma de cometa

Las cometas tienen dos ángulos de {\displaystyle \arccos({\frac {3}{4}}-{\frac {1}{20}}{\sqrt {5}})\approx 50.342\,524\,343\,87^{\circ }}, uno de {\displaystyle \arccos(-{\frac {1}{12}}-{\frac {19}{60}}{\sqrt {5}})\approx 142.318\,554\,460\,55^{\circ }} y otro de {\displaystyle \arccos(-{\frac {5}{12}}-{\frac {1}{60}}{\sqrt {5}})\approx 116.996\,396\,851\,70^{\circ }}. Su ángulo diedro es igual a {\displaystyle \arccos({\frac {-44-3{\sqrt {5}}}{61}})\approx 146.230\,659\,755\,53^{\circ }}. La relación entre las longitudes de los lados largo y corto es {\displaystyle {\frac {31+5{\sqrt {5}}}{38}}\approx 1.110\,008\,944\,41}.